# Corallium elatius
Corallium elatius är en korallart som beskrevs av Ridley 1882. Corallium elatius ingår i släktet Corallium och familjen Coralliidae. Inga underarter finns listade i Catalogue of Life.

## Bildgalleri

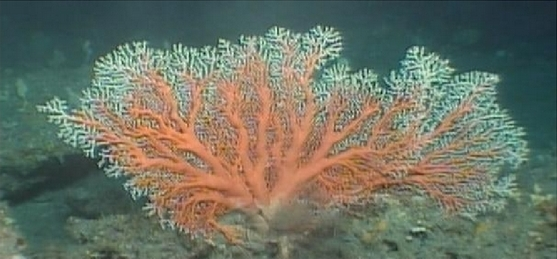